# Buenos Airesparken
Buenos Airesparken (armeniska: Բուենոս Այրեսի այգի) är en allmän park i Jerevan i Armenien. Den ligger vid nordöstra hörnet av korsningen mellan Halabyan- och Margaryanigatorna, nära Armeniska medicinska centret på vänstra stranden av floden Hrazdan, i distriktet Ajapnyak och har en yta på fyra hektar. Den invigdes 2012.
Parken har en bassäng med fontäner och sammanlagt 3 000 kvadratmeter vattenyta. 